# Sermiers
Sermiers est une commune française située dans le département de la Marne, en région Grand Est.

## Géographie
La commune compte plusieurs villages et hameaux dont les principaux sont Sermiers, Nogent, Courtaumont, Montaneuf ou encore le Petit Fleury. Ils se situent sur le versant nord de la montagne de Reims. L'Ardre prend sa source dans la partie sud de la commune.
|                     | Villers-aux-Nœuds |                  |
| Chamery, Courtagnon | Sermiers          | Villers-Allerand |
| Nanteuil-la-Forêt   | Saint-Imoges      | Germaine         |

### Hydrographie

#### Réseau hydrographique
La commune est traversée par la ligne de partage des eaux entre les régions hydrographiques « la Seine de sa source au confluent de l'Oise (exclu) » et « la Seine du confluent de l'Oise (inclus) à l'embouchure » au sein du bassin Seine-Normandie. Elle est drainée par l'Ardre, la noue des Crapauds, le cours d'eau 01 de la Fontaine de l'Aulne, le cours d'eau 03 de la Fontaine de l'Aulne, le Fossé 01 de la commune de Sermiers, le Fossé de la Bastille, le Fossé de la Mer Rouge, le Fossé des Blanches Bornes et le Petit Rouillat,.
L'Ardre, d'une longueur de 39 km, prend sa source dans la commune de Saint-Imoges et se jette dans la Vesle à Fismes, après avoir traversé 18 communes.
Un plan d'eau complète le réseau hydrographique : l'étang de Morieul (3,6 ha),.

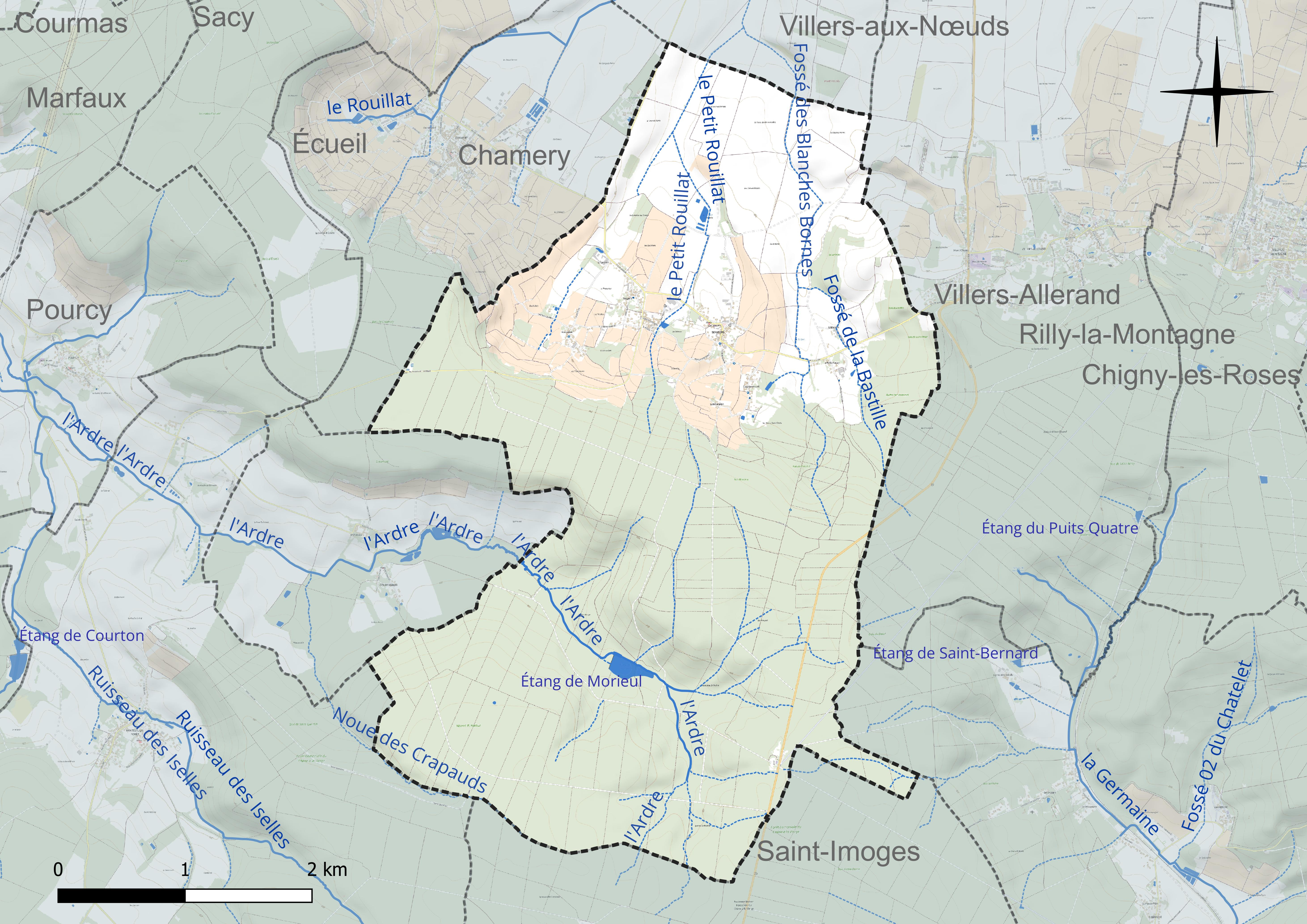
Réseau hydrographique de Sermiers.

#### Gestion et qualité des eaux
Le territoire communal est couvert par le schéma d'aménagement et de gestion des eaux (SAGE) « Aisne Vesle Suippe ». Ce document de planification, dont le territoire s’étend sur 3 096 km2 répartis sur trois départements (Aisne, Marne et Ardennes) et deux régions (Champagne-Ardenne et Picardie), a été approuvé le 16 décembre 2013. La structure porteuse de l'élaboration et de la mise en œuvre est le Syndicat d’aménagement des bassins Aisne Vesle Suippe (SIABAVES). 
La qualité des cours d’eau peut être consultée sur un site dédié géré par les agences de l’eau et l’Agence française pour la biodiversité. 

### Climat
Pour des articles plus généraux, voir Climat du Grand Est et Climat de la Marne.
En 2010, le climat de la commune est de type climat océanique dégradé des plaines du Centre et du Nord, selon une étude du Centre national de la recherche scientifique s'appuyant sur une série de données couvrant la période 1971-2000. En 2020, Météo-France publie une typologie des climats de la France métropolitaine dans laquelle la commune est exposée à un climat océanique altéré et est dans la région climatique  Nord-est du bassin Parisien, caractérisée par un ensoleillement médiocre, une pluviométrie moyenne régulièrement répartie au cours de l’année et un hiver froid (3 °C). 
Pour la période 1971-2000, la température annuelle moyenne est de 10,6 °C, avec une amplitude thermique annuelle de 16,3 °C. Le cumul annuel moyen de précipitations est de 735 mm, avec 11,6 jours de précipitations en janvier et 7,8 jours en juillet. Pour la période 1991-2020, la température moyenne annuelle observée sur la station météorologique de Météo-France la plus proche, « Mailly-civc », sur la commune de Mailly-Champagne à 9 km à vol d'oiseau, est de 11,2 °C et le cumul annuel moyen de précipitations est de 755,5 mm. 
La température maximale relevée sur cette station est de 39,8 °C, atteinte le 25 juillet 2019 ; la température minimale est de −20 °C, atteinte le 16 janvier 1985,,. 
Les paramètres climatiques de la commune ont été estimés pour le milieu du siècle (2041-2070) selon différents scénarios d'émission de gaz à effet de serre à partir des nouvelles projections climatiques de référence DRIAS-2020. Ils sont consultables sur un site dédié publié par Météo-France en novembre 2022.

## Urbanisme

### Typologie
Au 1er janvier 2024, Sermiers est catégorisée commune rurale à habitat dispersé, selon la nouvelle grille communale de densité à sept niveaux définie par l'Insee en 2022.
Elle est située hors unité urbaine. Par ailleurs la commune fait partie de l'aire d'attraction de Reims, dont elle est une commune de la couronne,. Cette aire, qui regroupe 294 communes, est catégorisée dans les aires de 200 000 à moins de 700 000 habitants,.

### Occupation des sols
L'occupation des sols de la commune, telle qu'elle ressort de la base de données européenne d’occupation biophysique des sols Corine Land Cover (CLC), est marquée par l'importance des forêts et milieux semi-naturels (65,7 % en 2018), une proportion sensiblement équivalente à celle de 1990 (65,2 %). La répartition détaillée en 2018 est la suivante : 
forêts (65,7 %), terres arables (21,7 %), cultures permanentes (12,6 %). L'évolution de l’occupation des sols de la commune et de ses infrastructures peut être observée sur les différentes représentations cartographiques du territoire : la carte de Cassini (XVIIIe siècle), la carte d'état-major (1820-1866) et les cartes ou photos aériennes de l'IGN pour la période actuelle (1950 à aujourd'hui).

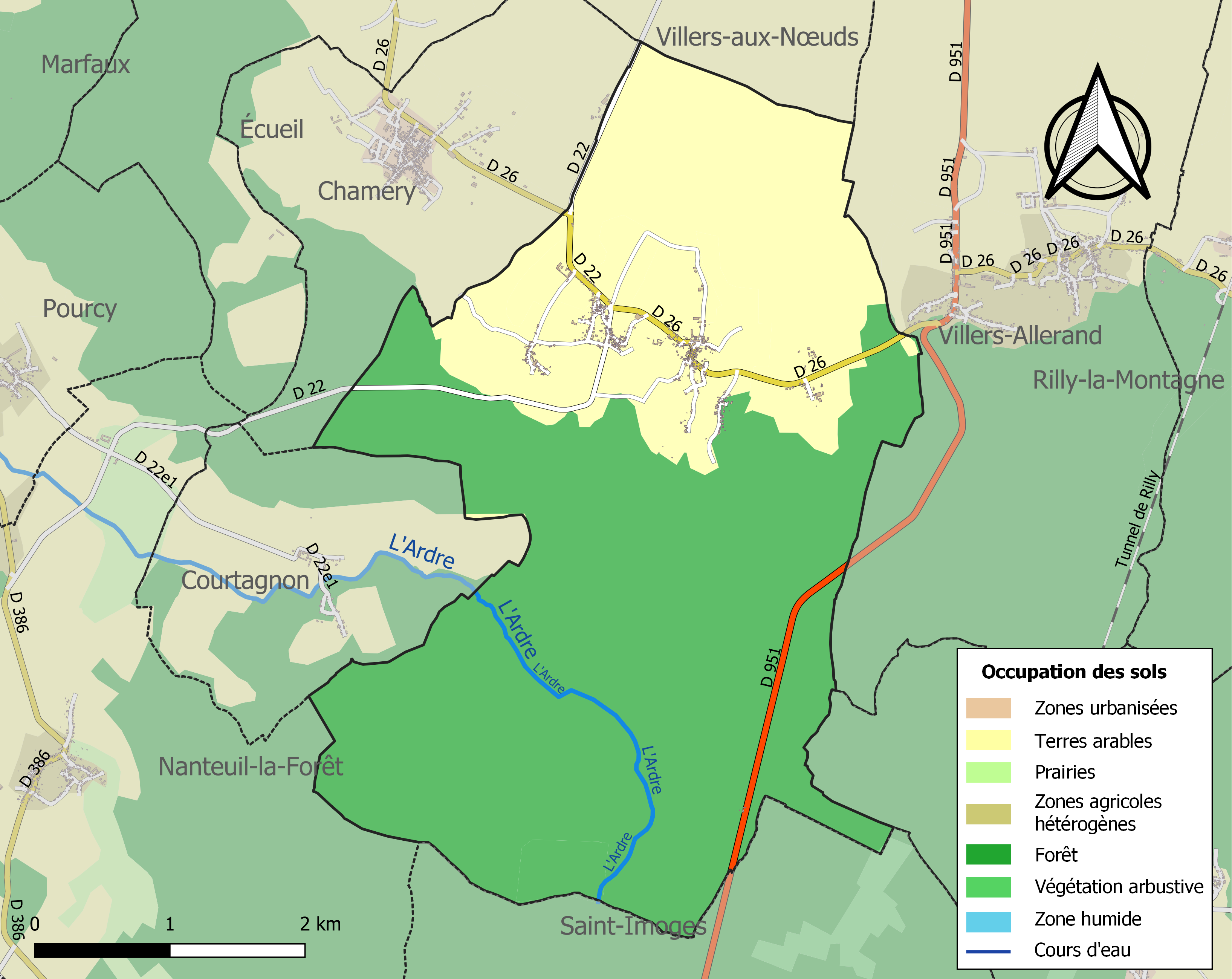
Carte des infrastructures et de l'occupation des sols de la commune en 2018 (CLC).

## Économie
Sermiers possède un vignoble de 164 hectares en appellation Champagne.

## Toponymie
Le nom de la localité est attesté sous les formes Sarmedum (vers 850) ; Sarmiers (1200) ; Sarmerii (1224) ; Salmiers (1252) ; Saumiers (XIIIe siècle) ; Sarimerii (1343) ; Sermiers en la Montaigne (1384) ; Sermieres (1400) ; Sermier (1495) ; Sermier en la Montagne (1505) ; Sermiers en la Montaigne de Reims (1556) ; Cermier (1665) ; Cermiers (1668).

La ville doit son nom aux Sarmates qui s'installèrent là par l'influence romaine.

## Histoire
Le village est le fruit du rapprochement des cinq anciennes communautés qui avaient pour seigneur, depuis le Moyen Âge, l'abbaye de Saint-Denis de Reims qui y a possédé un bois. Mais il y avait aussi l'archevêché qui était seigneur à Sermiers, Courtaumont et  Nogent, dix maisons à La Tratte ; le chevalier de Verneuil était seigneur au Petit-Fleury ; la dame de Hans Hermine de Neuville était seigneur à Fleury. L'abbaye Saint-Nicaise de Reims possédait le bois du Mont-Réaul. L'Hôtel Dieu de Reims était possesseur du Bois Huon. Parmi toutes les sources, il n'y a pas de traces de servage, c'était un village libre mais sans charte. La première trace du rapprochement des communautés est due à l'Aide royale qui utilisait la paroisse comme base d'imposition. Mais c'est surtout la Révolution française qui supprimant les seigneurs et leurs liens imprimait dans les faits la situation que l'on retrouve actuellement. Il y a traces de plusieurs chapelles, l'une au Mont-Rieul, une autre au Petit-Fleury, dédiée à saint Maur et aussi une, de l'abbaye Saint-Nicaise à Courtaumont.

## Politique et administration
| Période                                  | Période                  | Identité              | Étiquette | Qualité                                                        |
| ---------------------------------------- | ------------------------ | --------------------- | --------- | -------------------------------------------------------------- |
| Les données manquantes sont à compléter. |                          |                       |           |                                                                |
| Maire en 1986                            |                          | André Rat (1939-2020) | UDF       | Exploitant agricole et viticole Président du District de Gueux |
| 2001                                     | 2014                     | Gérard Fresne         |           |                                                                |
| 2014                                     | 2020                     | Christian Lassalle    |           |                                                                |
| 2020                                     | En cours (au 22/09/2023) | Christophe Patinet    |           |                                                                |

## Démographie
L'évolution du nombre d'habitants est connue à travers les recensements de la population effectués dans la commune depuis 1793. Pour les communes de moins de 10 000 habitants, une enquête de recensement portant sur toute la population est réalisée tous les cinq ans, les populations de référence des années intermédiaires étant quant à elles estimées par interpolation ou extrapolation. Pour la commune, le premier recensement exhaustif entrant dans le cadre du nouveau dispositif a été réalisé en 2007.

En 2022, la commune comptait 565 habitants, en évolution de +2,17 % par rapport à 2016 (Marne : −1,19 %, France hors Mayotte : +2,11 %).
| 1793 | 1800 | 1806 | 1821 | 1831 | 1836 | 1841 | 1846 | 1851 |
| ---- | ---- | ---- | ---- | ---- | ---- | ---- | ---- | ---- |
| 740  | 706  | 692  | 675  | 710  | 737  | 754  | 775  | 758  |

| 1856 | 1861 | 1866 | 1872 | 1876 | 1881 | 1886 | 1891 | 1896 |
| ---- | ---- | ---- | ---- | ---- | ---- | ---- | ---- | ---- |
| 769  | 725  | 734  | 677  | 656  | 620  | 657  | 663  | 616  |

| 1901 | 1906 | 1911 | 1921 | 1926 | 1931 | 1936 | 1946 | 1954 |
| ---- | ---- | ---- | ---- | ---- | ---- | ---- | ---- | ---- |
| 581  | 539  | 491  | 483  | 437  | 413  | 368  | 359  | 382  |

| 1962 | 1968 | 1975 | 1982 | 1990 | 1999 | 2006 | 2007 | 2012 |
| ---- | ---- | ---- | ---- | ---- | ---- | ---- | ---- | ---- |
| 382  | 432  | 519  | 522  | 524  | 572  | 585  | 587  | 542  |

| 2017 | 2022 | - | - | - | - | - | - | - |
| ---- | ---- | - | - | - | - | - | - | - |
| 561  | 565  | - | - | - | - | - | - | - |

## Culture locale et patrimoine

### Lieux et monuments
- L'église Saint-Simon-et-Saint-Jude.
- Plusieurs croix de chemin.
- Une ancienne ferme devenue un restaurant.

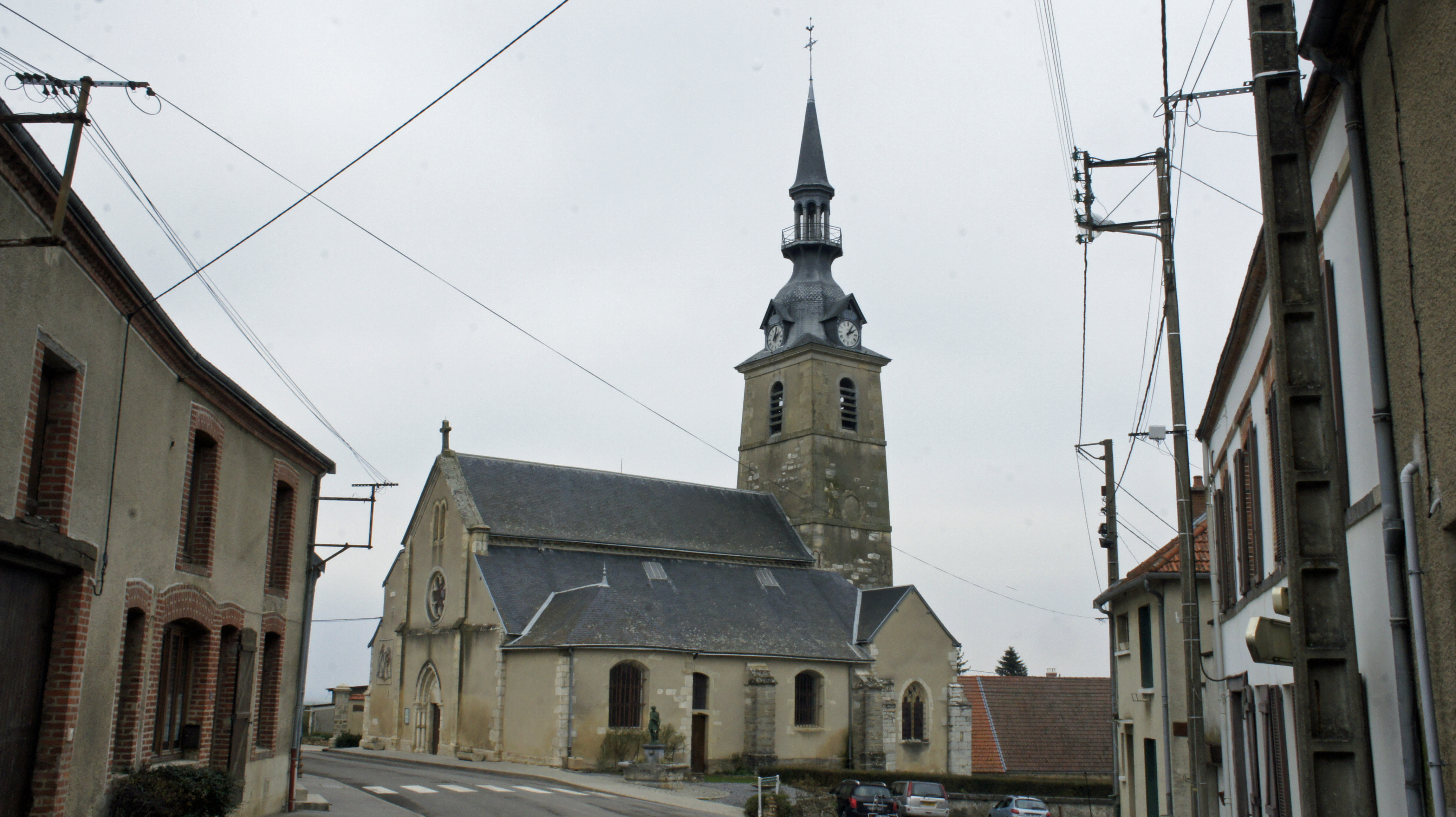
L'église.
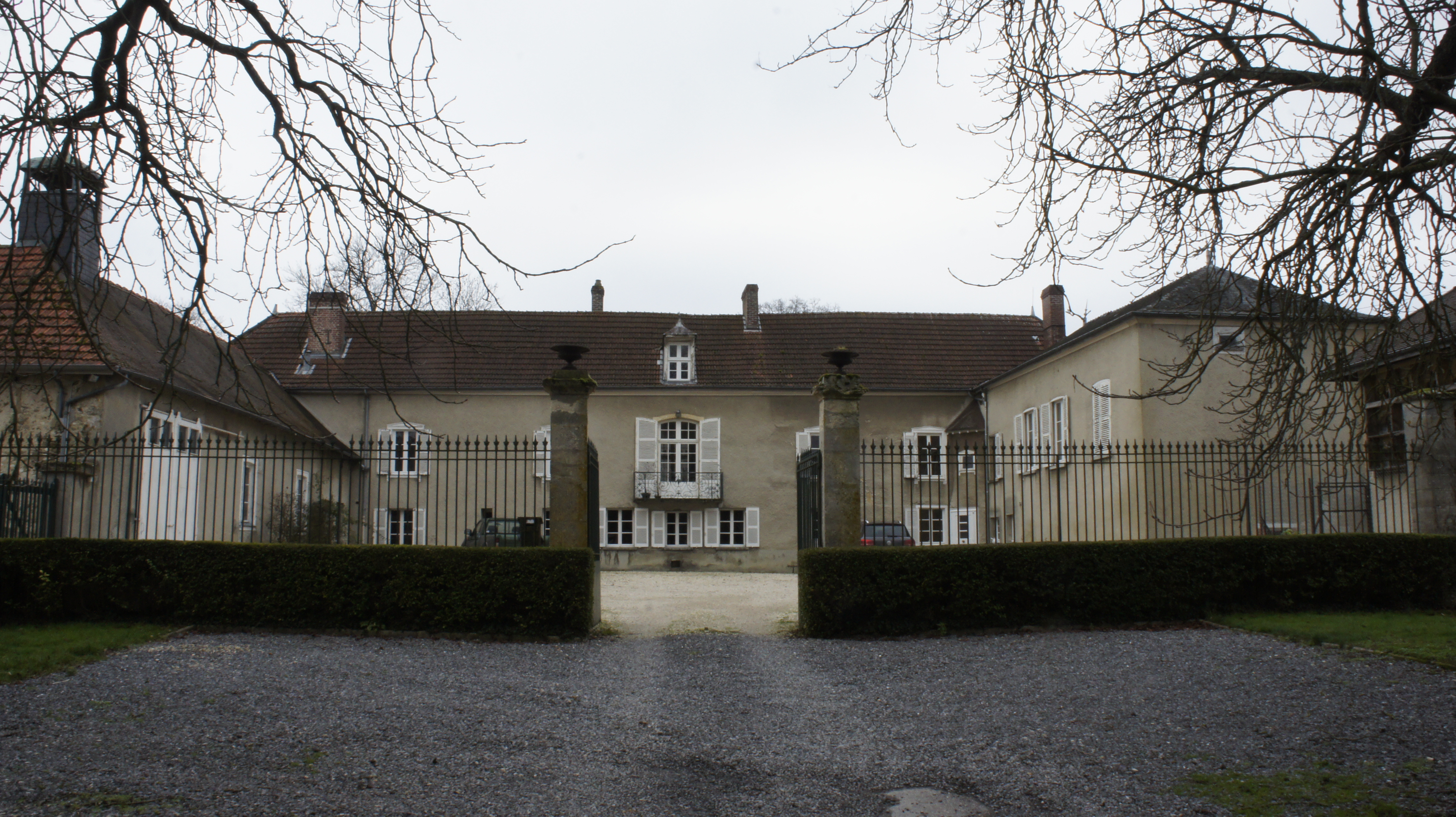
Grands corps de ferme avec pigeonnier.
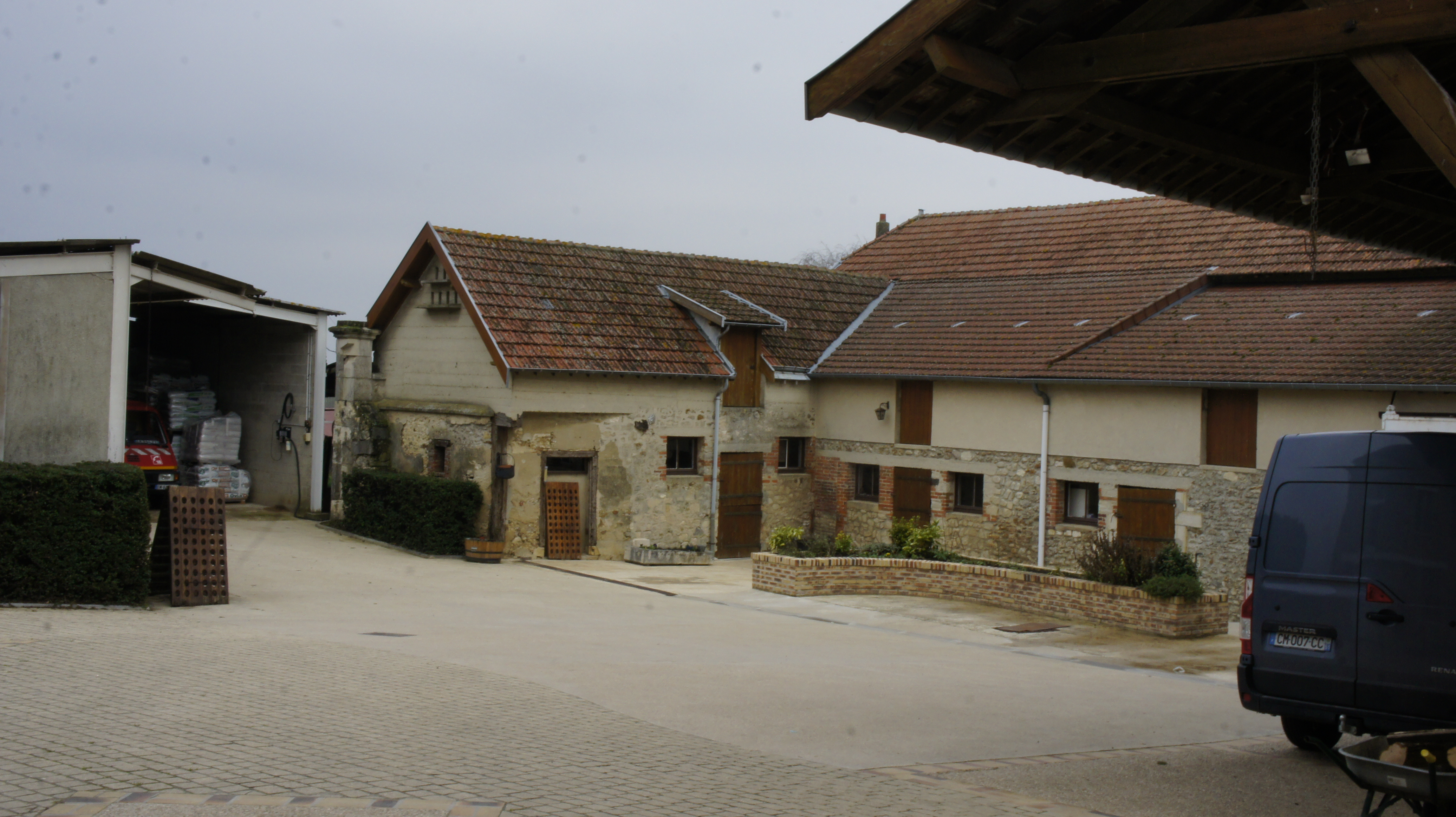
Corps de bâtiments avec deux cours ayant appartenu aux moines.
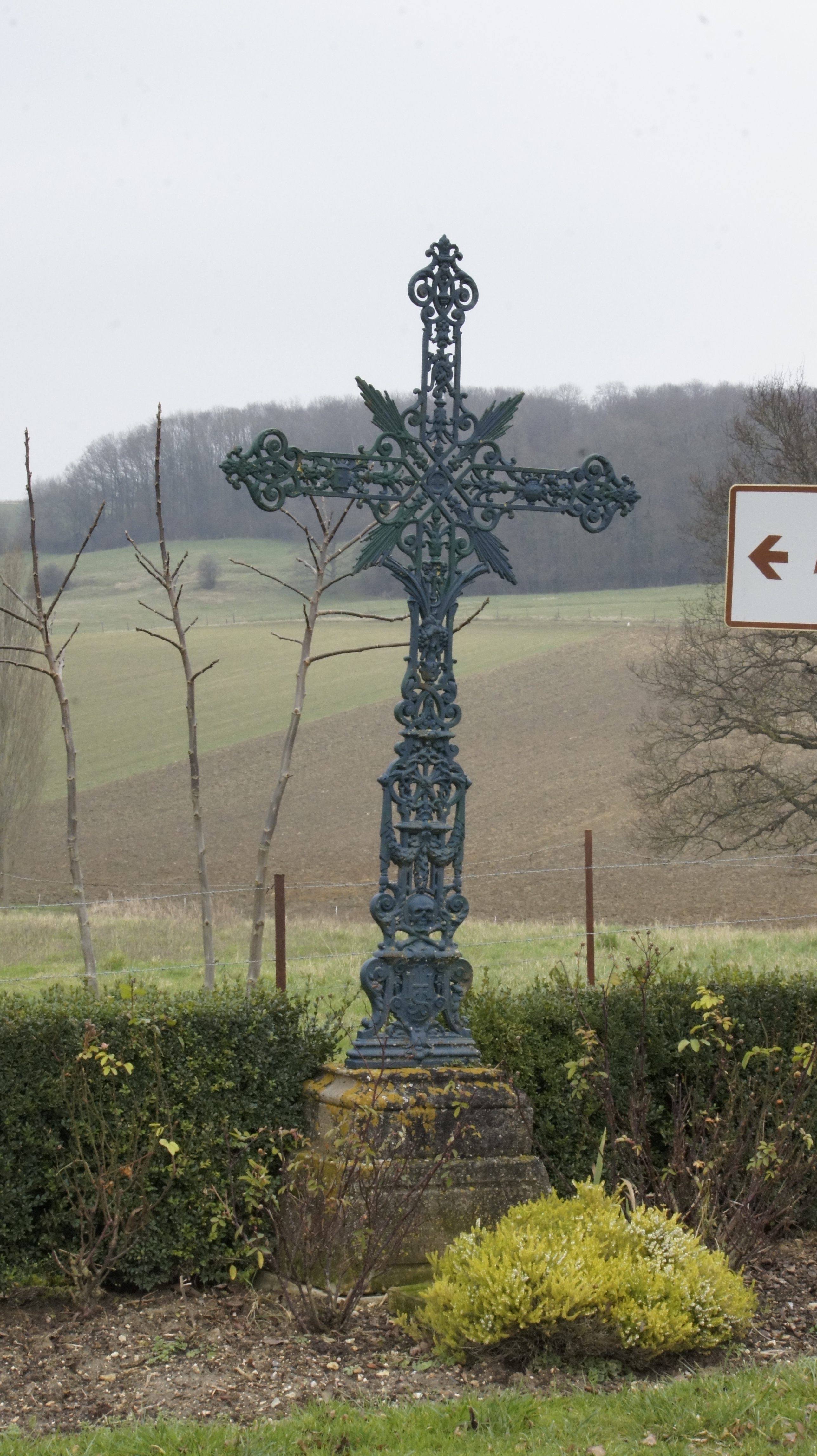
Croix avec le Mont-Joly en fond.

### Personnalités liées à la commune
- François Bouché, sculpteur, né à Sermiers en 1924 et mort à Marseille en 2005.

### Héraldique
| Blason de Sermiers | Blason  | Tiercé en pairle renversé : au 1er de gueules à la grappe de raisin tigée et feuillée d'or, au 2e d'argent au chêne au naturel, au 3e d'azur à sept épis de blés d'or posés en éventail et liés du même. |
| Blason de Sermiers | Détails | Adopté par la municipalité. Présent sur le site de la mairie. |